# استفانو (قمر)
استفانو (‎/ˈstɛfənoʊ/‎ STEF-ə-noh or ‎/st[invalid input: 'ɨ']ˈfɑːnoʊ/‎ stə-FAH-noh) از قمرهای مخالف‌گرد و نامنظم اورانوس است که در سال ۱۹۹۹ توسط برت جیمز گلدمن و همکارانش کشف شده و به آن نام موقت اس/۱۹۹۹ یو ۲ داده شد.
پس از تأیید به عنوان اورانوس XX، در ماه اوت ۲۰۰۰ به افتخار استفانو در نمایشنامهٔ طوفان اثر ویلیام شکسپیر نامیده شد.
با توجه به پارامترهای مداری ممکن است این قمر به همان خوشه فعالی کَلی‌بَن تعلق داشته باشد، که در این صورت منشأ مشترک دارند.